# 엘리 (북유럽 신화)

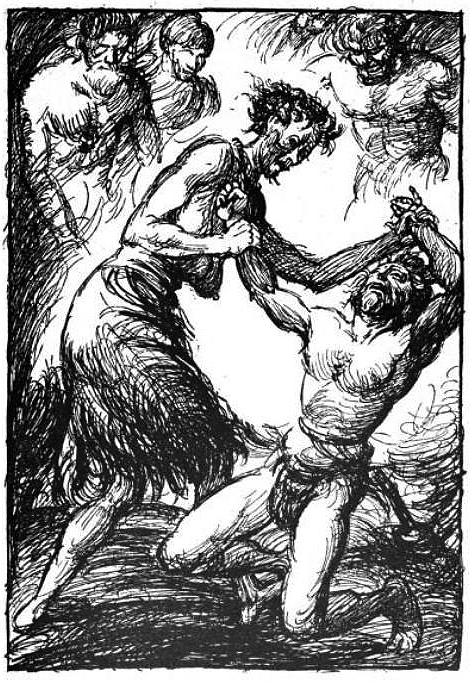
토르와 겨뤄 이기는 엘리

노르드 신화에서 엘리(Elli)는 토르와 레슬링을 겨뤄 이기는 존재이다.

## 같이 보기
- 게라스